# Noël Coypel

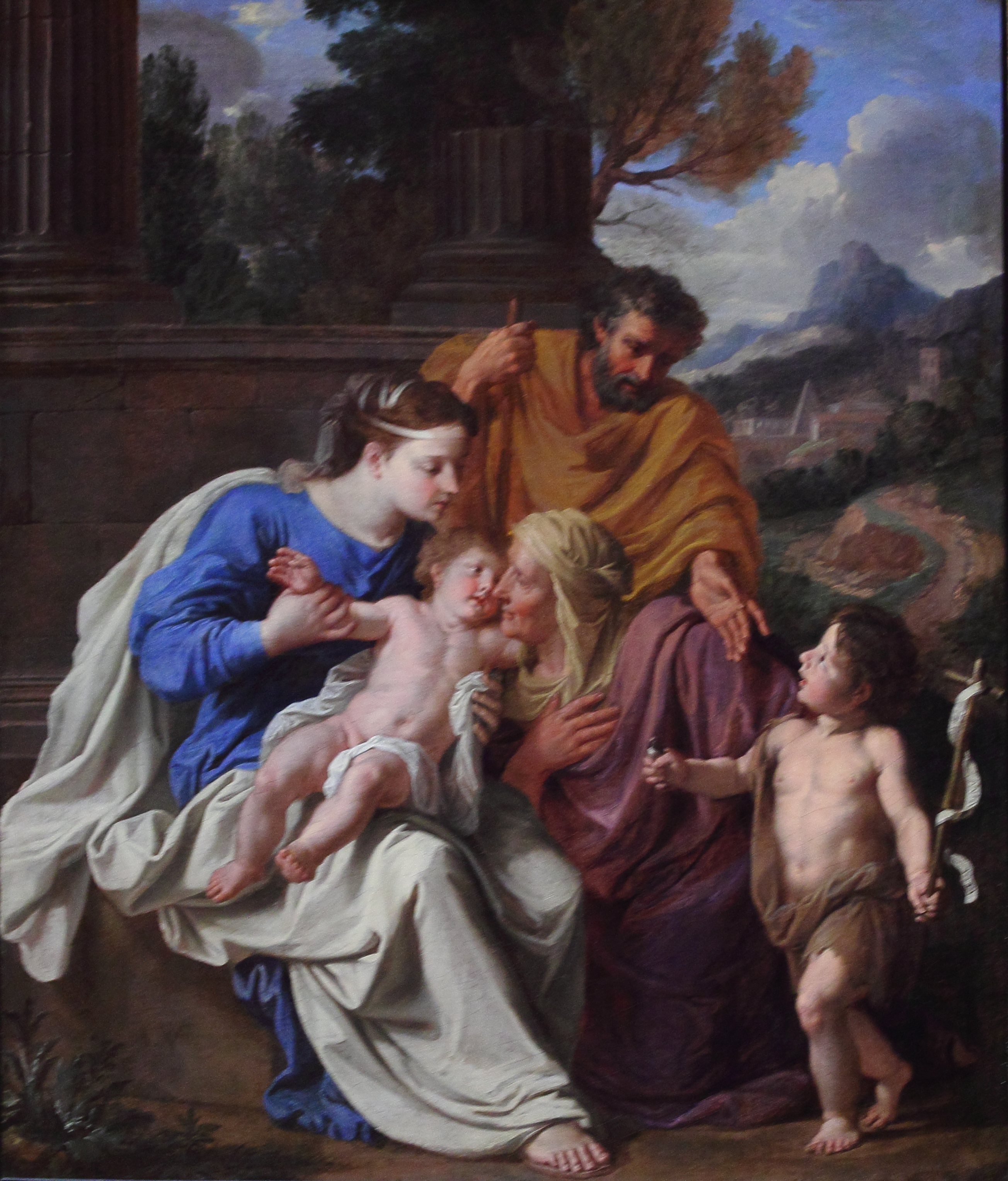
Święta Rodzina

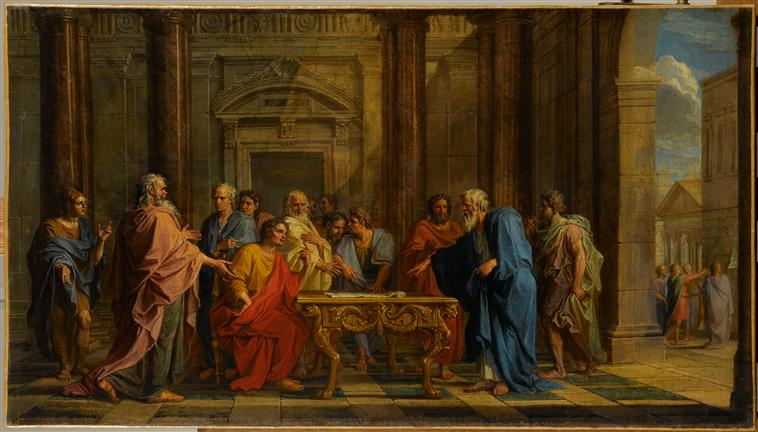
Solon

Noël Coypel (ur. 25 grudnia 1628 w Paryżu, zm. 24 grudnia 1707 tamże) – francuski malarz.
Stworzył dekoracje ścienne w Wersalu wedle kartonów pozostawionych przez Lebruna, a także dekoracje malarskie w pałacu Tuileries (1672). Od 1695 kierował francuską Akademią w Rzymie. Wróciwszy do Francji, objął kierownictwo Królewskiej Akademii Malarstwa i Rzeźby. Jego dzieła charakteryzowały się poprawnym rysunkiem, żywą kolorystyką i fantazją.
Jego dwaj synowie: Antoine Coypel i Noël Nicolas Coypel byli także malarzami.